# Synagogue de Lengnau
La synagogue de Lengnau est une synagogue située dans la commune argovienne de Lengnau, en Suisse.

## Histoire
Jusqu'au milieu du XIXe siècle, Lengnau et Endingen, située à 4 kilomètres de Lengnau, sont les seuls villages en Suisse où les Juifs ont l'autorisation de s'installer. 
Des juifs commencent à s'établir à Lengnau à partir de 1622. L'acquisition de la terre leur étant interdite, ceux-ci sont surtout des commerçants, des colporteurs ou des négociants en bétail. En 1850, on dénombre 1 515 Juifs qui vivent dans les deux villages.
Mais dès la moitié du XIXe siècle, ce nombre va rapidement diminuer. Ils ne sont plus que 263 en 1920, et en 1980 il n'y a plus que trois familles juives. Dès l'autorisation de s'installer dans les grandes villes, la majorité des familles ont quitté ces deux villages. 
La première synagogue de Lengnau est construite en 1750 et se révèle rapidement trop petite. Aussi est-elle remplacée par un nouveau bâtiment construit entre 1846 et 1849 par l'architecte suisse Ferdinand Stadler. 

## Bâtiment

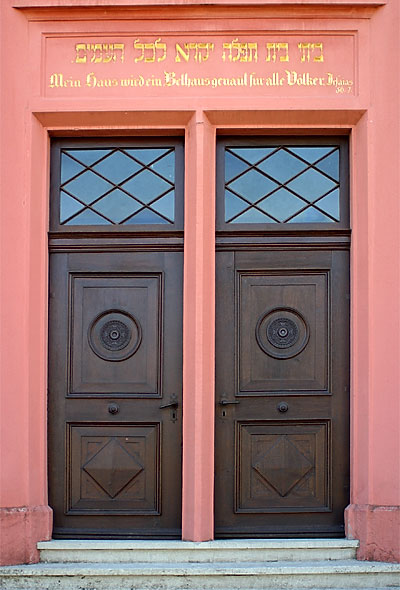
Porte d'entrée

Au-dessus du portail est gravée une citation du livre d'Isaïe en hébreu et en allemand, issue du chapitre 56, verset 7, atnaḥ b, zaqef β :
ביתי בית תפלה יקרא לכל העמים
Mein Haus wird ein Bethaus genannt für alle Völker
(Car ma maison sera appelée : « Maison de prière pour tous les peuples »)
La synagogue est construite en styles néo-roman et néoclassique. Située au milieu du village, elle est construite sur une plateforme légèrement en hauteur. 
Actuellement, elle est fermée et uniquement utilisée à l'occasion de fêtes ou de mariages.